# Sgòr Gaoith
A Sgòr Gaoith (kiejtése: IPA: [s̪kɔːɾ kɯː]) egy skót munro, vagyis 1000 méter feletti magasságú  hegy. A Cairngorms Nemzeti Park északnyugati részén található, egy kiterjedt fennsík szélén, keleti oldala meredeken zuhan alá a Loch Eanaich irányába.

## Általános információk

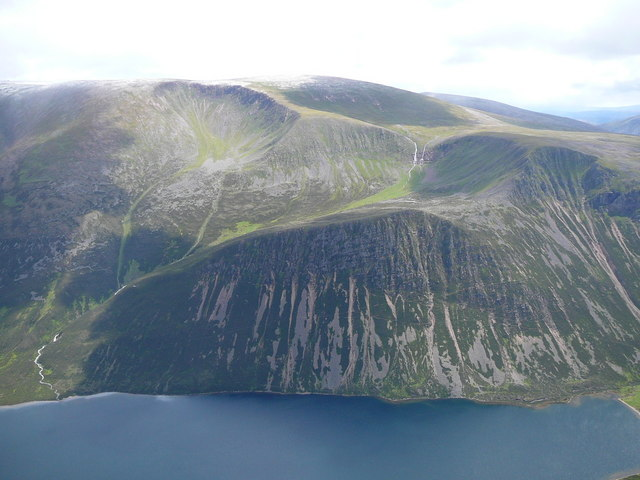
Kilátás a Sgòr Gaoith tetejéről keleti irányban: a Loch Eanaich vize fölött a Clach-völgy mélyedése található, amögött pedig kissé jobbra a Carn na Criche csúcsa (1265 méter).

1118 méteres magasságával a 36. helyen áll a skót munrók táblázatában. A Cairngorms keleti felén található, Kingussie településétől 8.5 mérföldre keletre, Invernesstől 40 mérföldre délre, Edinburgh-tól pedig csaknem 120 mérföldre északra.
A Sgòr Gaoith az észak-déli irányú Sgòran-gerinc legmagasabb csúcsa, északról délre haladva itt található a Creag Dhubh (848 méter), a Sgòran Dubh Mòr (1111 méter), a Sgòr Gaoith és a Càrn Bàn Mòr (1052 méter), de ezek közül csak a Sgòr Gaoith rendelkezik megfelelő kiemelkedéssel az önálló osztályozáshoz.
A hegy nyugatról nézve egy lapos fennsíkon lévő kiemelkedésnek tűnik, míg keletről egy meredek sziklafal tetején lévő csúcsnak. A hegy keleti fala meredeken zuhan alá a Loch Eanaich vize felé, amely az Eanaich-völgy (Gleann Eanaich) legdélebbi csücske. A völgy túloldalán Nagy-Britannia legmagasabb hegyei fekszenek a széles Cairngorms-fennsíkon, mint a Ben Macdui (1309 méter), a Braeriach (1296 méter) és a Cairn Toul (1291 méter), amelyektől csak a Ben Nevis magasabb.
A hegy nevének jelentése szeles csúcs, amely a gael gaoth szél szóból ered.

## A hegy első megmászója
A Sgòr Gaoith első hivatalos megmászója Thomas Thornton (1751/52-1823) sportember és vadász volt. 1786-ban két expedícióban vett részt a Skót-felföldön, amelyet egy 1804-ben megjelent könyvben örökített meg. Egy nagyobb csapat részeként 1786. augusztus 6-án a Feshie-völgy (Glen Feshie) felől közelítették meg a gerincet. Thornton nem említi egy csúcsnak a nevét sem, ezért van némi bizonytalanság abban, hogy melyiket is mászták meg, de ettől eltekintve neki tulajdonítják a Sgòr Gaoith meghódítását.

„Nagy erőfeszítéssel kellett megmásznunk ezt a hegyet, amelynek olyan meredek volt az oldala, mint egy háznak [...]. Délben elértük az első hófoltot, és egy óra előtt úgy gondoltuk, hogy közel vagyunk a Glen Ennoch bejáratához [...]. Lehetetlen leírni azt a döbbenetet, amikor a csapat tagjai a félelmetes szakadék szélén találták magukat, amely elválasztotta őket az alatta fekvő tótól. [...] a tó olyan, mint egy üvegtábla, hatalmas felületén mindent visszatükröz, ami körülötte van, puha, homokos partok veszik körbe, ahol a foltokban növő finom, zöld füvet szétszórt csordák legelik [...].”

– Thomas Thornton

## Invereshie és Inshriach Nemzeti Természetvédelmi Terület

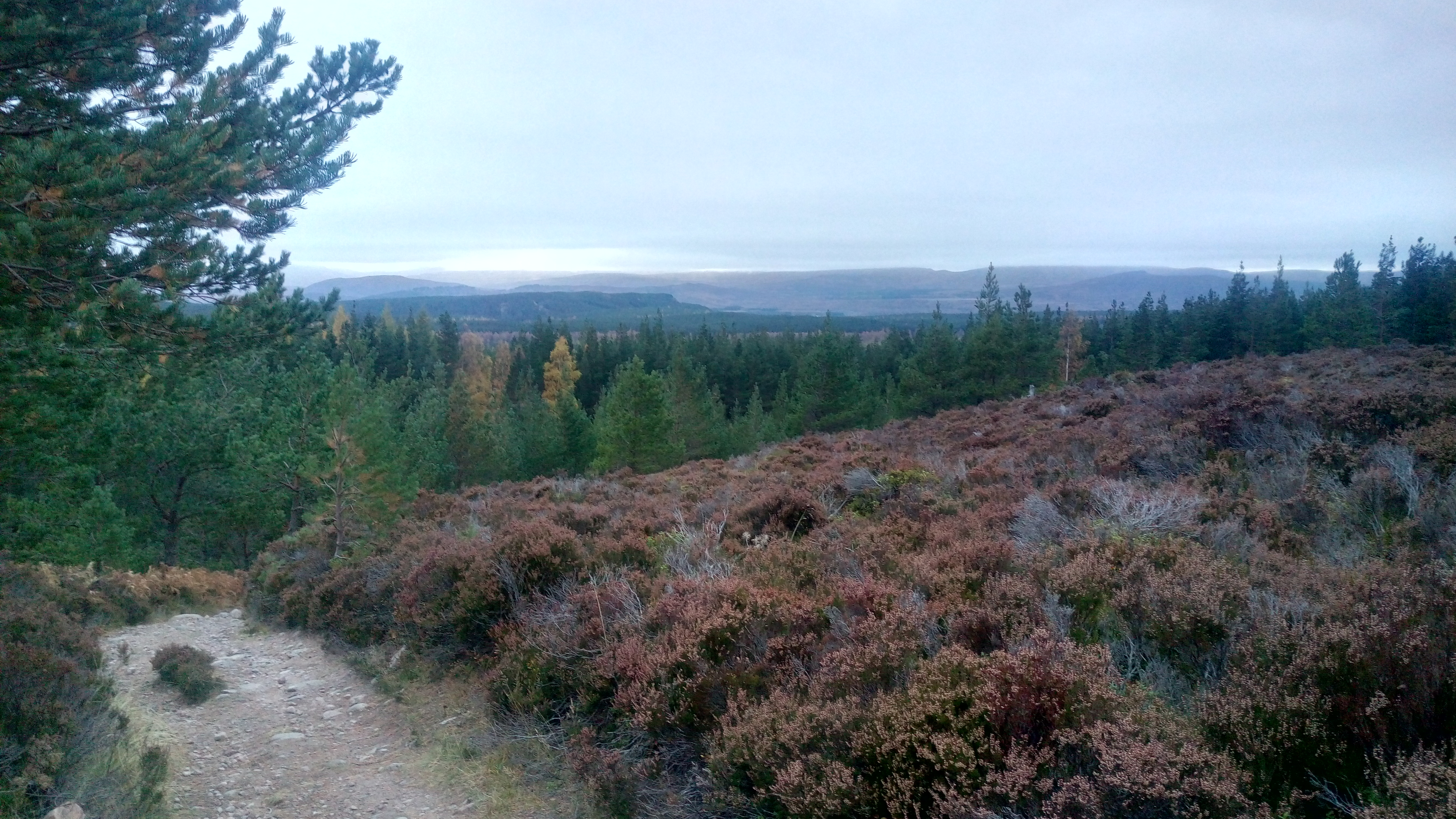
Tipikus vegetáció a Feshie-völgyben, hangafélék és örökzöldek.

Az Invereshie és Inshriach Nemzeti Természetvédelmi Terület (National Nature Reserve, a továbbiakban IINNN) a Sgòr Gaoith gerincétől nyugatra elterülő, kb. 36 km²-es természetvédelmi jelentőséggel bíró terület. A Cairngorms Nemzeti Park területén 9 ilyen található, egész Skóciában pedig 47. Jelentőségét elsősorban az őshonos fenyőerdők illetve az alpesi flóra és fauna adják. 2007-ben hozták létre és a Skót Nemzeti Örökség (Scottish National Heritage) illetve a Skót Erdészeti Bizottság (Forestry Commission of Scotland) gondozásában áll.
A terület geológiai jelentőségét az évmilliók eróziója során kialakult széles fennsíkok adják, ahol találni olyan területeket, amelyek túlélték a gleccserek eróziós hatását. Erre jó példa az ún. Argyll-kő (The Argyll Stone).
Az IINNN flórájának legismertebb tagjai a fenyőerdők, amelyek a terület északnyugati részén találhatók. A Cairngorms ad otthont az Egyesült Királyság 3. legnagyobb közönséges borókaerdejének (Juniperus communis), és a Creag Fhiaclach területén található az egyik legmagasság természetes erdőhatár az Egyesült Királyság területén, ahol 600 méteres magasságig nyúlik az örökzöld vegetáció. Az ősi fenyőerdők alatt húzódik az Inshriach-erdő, amelynek nagy részét erdeifenyő (Pinus sylvestris) teszi ki. Ezek a fák már nem természetes módon nőttek, hanem ültették őket, és a Rothiemurchus-erdő délkeleti kinyúlását alkotják.

## A csúcs megközelítése

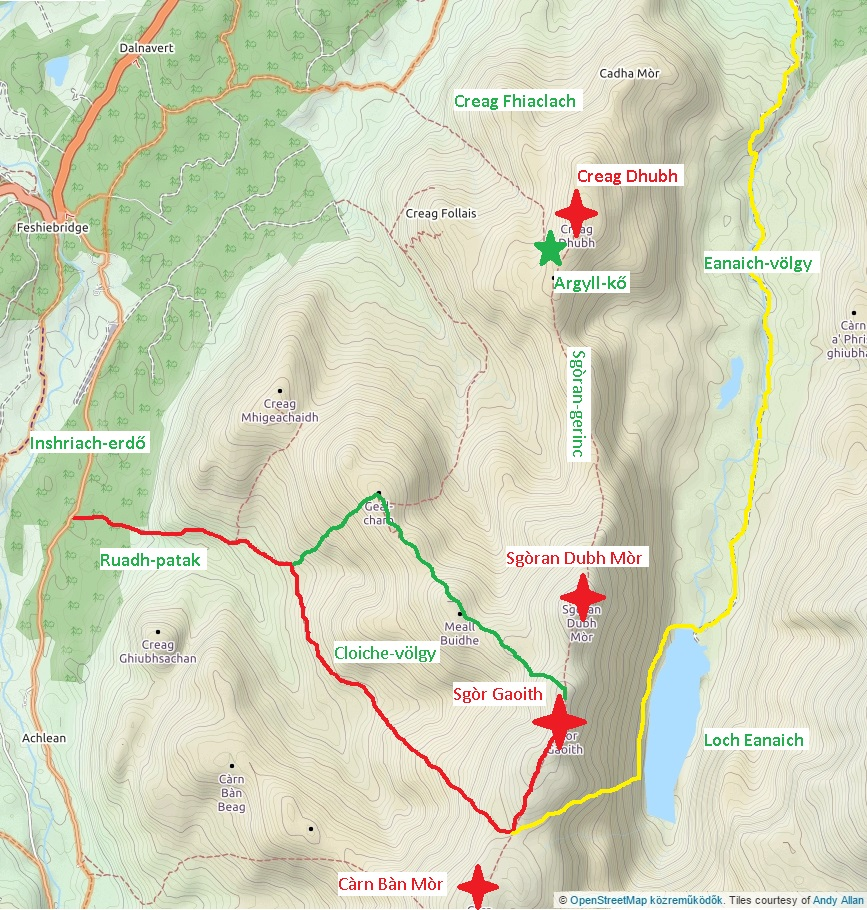
Piros: útvonal felfelé, zöld: útvonal lefelé, sárga: alternatív megközelítés az Eanaich-völgy irányából

A hegyet hagyományos módon a Feshie-völgyből szokták megközelíteni, ahol egy jól kiépített ösvény vezet ki a fenyőerdőből a Ruadh-patak (Allt Ruadh) völgyében. Ezután az ösvény déli, délkeleti irányban halad a Cloiche-völgy (Coire na Cloiche) oldalában, míg fel nem kapaszkodik a Sgòr Gaoith és a Càrn Bàn Mòr közötti nyeregre. Innen északi irányban még kb. 100 méter szintet kell megtenni a csúcs eléréséig. A túra 14 km hosszú, és 6-7 órát vehet igénybe.
A csúcsot a keleti oldalról, az Eanaich-völgyből (Gleann Eanaich) is meg lehet közelíteni, de ez egy sokkal hosszabb túra, ugyanis Aviemore-tól kb. 12 km-re helyezkedik el a Loch Eanaich. Itt a tó nyugati oldalán halad az ösvény, majd meredeken belevág a Sgòr Gaoith nyugati oldalába, míg el nem éri a korábban említett nyerget. Ez a körtúra 30 km hosszú, és legalább 9-10 óra alatt teljesíthető.